# Scolecophidia
De Scolecophidia, algemeen bekend als blinde slangen of draadslangen, zijn een infraorde van slangen. Ze variëren in lengte van tien tot honderd centimeter. Allen zijn fossoriaal (aangepast om te graven). Er worden vijf families en negenendertig geslachten erkend. De infraorde is hoogstwaarschijnlijk parafyletisch.

## Beschrijving
De Nederlandse en Engelse naam van Scolecophidia, blinde slangen, is gebaseerd op hun gedeelde kenmerk van verkleinde ogen die zich onder hun kopschubben bevinden. Deze kopschubben zijn te vinden bij alle slangen en worden brillen genoemd, maar binnen deze infraorde zijn ze ondoorzichtig, wat resulteert in verminderde visuele mogelijkheden. De gereduceerde ogen van de Scolecophidia zijn toegeschreven aan de evolutionaire oorsprong van deze slangen, waarvan wordt aangenomen dat ze zijn voortgekomen uit gravende voorouders, bij welke een verlies van (genen gerelateerd aan) het gezichtsvermogen was ontstaan dat later weer evolueerde bij hogere slangen op een niveau vergelijkbaar aan andere gewervelde dieren, als gevolg van convergente evolutie. Nieuwer onderzoek toont aan dat zeven van de twaalf genen die geassocieerd zijn met helder licht zien bij de meeste slangen en hagedissen niet aanwezig zijn in deze infraorde, en de gemeenschappelijke voorouder van alle slangen had een beter gezichtsvermogen. Andere gedeelde kenmerken zijn een afwezige linkereileider in vier van de vijf families, afgezien van de Anomalepididae, die een goed ontwikkelde maar verminderde linker eileider hebben. Afgezien van dit, variëren deze slangen in lengte van tien tot honderd centimeter. Hun typische lichaamsvormen omvatten slanke, cilindrische lichamen en kleine, smalle hoofden. Al deze families missen of hebben een rudimentaire linkerlong en missen voorste infraroodreceptoren.

## Gedrag
Het belangrijkste gedeelde gedragskenmerk dat in alle Scolecophidia wordt aangetroffen, is dat ze graven, ofwel ondergronds levend of in boomstammen en bladafval. Afgezien hiervan blijft de reproductie tot nu toe onderbelicht, waarbij alle tot nu toe bestudeerde Scolecophidia ovipaar zijn met langwerpige eieren die worden aangetroffen bij zowel leptotyphlopiden als typhlopiden. Foerageergedrag verschilt per familie, maar ze voeden zich allemaal met ongewervelde dieren. Enkele van hun belangrijkste voedselbronnen zijn mieren- of termieteneieren, die worden opgespoord door chemische signalen te volgen die door deze ongewervelde dieren zijn achtergelaten om paden te creëren. Tricheilostomata macrolepis is gezien bij het beklimmen van bomen en verticaal heen en weer zwaaien om chemische signalen in de lucht te detecteren om insectennesten te lokaliseren. In een onderzoek naar de Leptotyphlopidae bleken sommige soorten zich te specialiseren in het eten van alleen termieten of mieren; sommigen vertonen eetbuien, terwijl anderen dat niet doen. Hoewel deze slangen vaak moeilijk te lokaliseren zijn vanwege hun gravende gewoonten, worden ze vaker boven de grond gezien na regen als gevolg van overstromingen van hun holen. De basale positie van de Scolecophidia heeft geresulteerd in het gebruik van deze organismen als modellen voor evolutionaire studies bij Serpentes om de evolutie van reproductie, morfologie en voedingsgewoonten beter te begrijpen.

## Evolutie
Hoewel de Scolecophidia pas opduiken in het Krijt, zijn ze waarschijnlijk ontstaan in het Midden-Jura, met Anomalepididae, Leptotyphlopidae en Typhlopoidea die tijdens het Laat-Jura van elkaar divergeren. Binnen de Typhlopoidea, zijn de Gerrhopilidae waarschijnlijk afgesplitst van de Xenotyphlopidae-Typhlopidae clade tijdens het Vroeg-Krijt, en de Xenotyphlopidae en Typhlopidae zijn waarschijnlijk gesplitst tijdens het Laat-Krijt.
Scolecophidia worden verondersteld te zijn ontstaan op Gondwana, met anomalepididen en leptotyphlopiden die evolueerden in het westen van Gondwana (Zuid-Amerika en Afrika) en typhlopiden, gerrhopiliden en xenotyphlopiden in het oosten van Gondwana, aanvankelijk op de gecombineerde landmassa van India en Madagaskar tijdens het Mesozoïcum. Tyhlopiden verspreidden zich vervolgens naar Afrika en Eurazië. Zuid-Amerikaanse typhlopiden lijken te zijn geëvolueerd uit Afrikaanse typhlopiden die ongeveer zestig miljoen jaar geleden over de Atlantische Oceaan trokken; zij verspreidden zich op hun beurt ongeveer 33 miljoen jaar geleden naar het Caribisch gebied. Evenzo lijken tylopiden ongeveer 28 miljoen jaar geleden Australië te hebben bereikt vanuit Zuidoost-Azië of Indonesië.

## Fossielen
De uitgestorven fossiele soort Boipeba tayasuensis uit het Laat-Krijt van Brazilië werd in 2020 beschreven, en markeert het vroegste fossielenbestand van Scolecophidia. Deze vormde een zustergroep van de Typhlopoidea en was meer dan een meter lang, waardoor het veel groter is dan de meeste moderne blindslangen, met alleen Afrotyphlops schlegelii en Afrotyphlops mucruso overeenkomend in omvang. Daarvoor waren de vroegste scolecophidische fossielen alleen bekend uit het Paleoceen van Marokko en het Eoceen van Europa.

## Taxonomie
- Anomalepididae, Zuid-Centraal-Amerika en Zuid-Amerika
- Gerrhopilidae, India, Zuidoost-Azië, Indonesië, de Filipijnen en Nieuw-Guinea
- Leptotyphlopidae, Afrika, West-Azië en Amerika
- Typhlopidae, de meeste tropische en vele subtropische gebieden over de hele wereld
- Xenotyphlopidae, Madagaskar

## Fylogenie
Deze fylogenie combineert die welke zijn gevonden door Vidal et alii in 2010 en Fachini et alii anno 2020.
|  | Gerrhopilidae                                                   |
|  |                                                                 |
|  | \| \| Xenotyphlopidae \| \| \| \| \| \| Typhlopidae \| \| \| \| |
|  |                                                                 |
|  | Xenotyphlopidae                                                 |
|  |                                                                 |
|  | Typhlopidae                                                     |
|  |                                                                 |

|  | Xenotyphlopidae |
|  |                 |
|  | Typhlopidae     |
|  |                 |

|  | Gerrhopilidae                                                   |
|  |                                                                 |
|  | \| \| Xenotyphlopidae \| \| \| \| \| \| Typhlopidae \| \| \| \| |
|  |                                                                 |
|  | Xenotyphlopidae                                                 |
|  |                                                                 |
|  | Typhlopidae                                                     |
|  |                                                                 |

|  | Xenotyphlopidae |
|  |                 |
|  | Typhlopidae     |
|  |                 |

|  | Gerrhopilidae                                                   |
|  |                                                                 |
|  | \| \| Xenotyphlopidae \| \| \| \| \| \| Typhlopidae \| \| \| \| |
|  |                                                                 |
|  | Xenotyphlopidae                                                 |
|  |                                                                 |
|  | Typhlopidae                                                     |
|  |                                                                 |

|  | Xenotyphlopidae |
|  |                 |
|  | Typhlopidae     |
|  |                 |

|  | Gerrhopilidae                                                   |
|  |                                                                 |
|  | \| \| Xenotyphlopidae \| \| \| \| \| \| Typhlopidae \| \| \| \| |
|  |                                                                 |
|  | Xenotyphlopidae                                                 |
|  |                                                                 |
|  | Typhlopidae                                                     |
|  |                                                                 |

|  | Xenotyphlopidae |
|  |                 |
|  | Typhlopidae     |
|  |                 |

|  | Gerrhopilidae                                                   |
|  |                                                                 |
|  | \| \| Xenotyphlopidae \| \| \| \| \| \| Typhlopidae \| \| \| \| |
|  |                                                                 |
|  | Xenotyphlopidae                                                 |
|  |                                                                 |
|  | Typhlopidae                                                     |
|  |                                                                 |

|  | Xenotyphlopidae |
|  |                 |
|  | Typhlopidae     |
|  |                 |

|  | Gerrhopilidae                                                   |
|  |                                                                 |
|  | \| \| Xenotyphlopidae \| \| \| \| \| \| Typhlopidae \| \| \| \| |
|  |                                                                 |
|  | Xenotyphlopidae                                                 |
|  |                                                                 |
|  | Typhlopidae                                                     |
|  |                                                                 |

|  | Xenotyphlopidae |
|  |                 |
|  | Typhlopidae     |
|  |                 |

|  | Gerrhopilidae                                                   |
|  |                                                                 |
|  | \| \| Xenotyphlopidae \| \| \| \| \| \| Typhlopidae \| \| \| \| |
|  |                                                                 |
|  | Xenotyphlopidae                                                 |
|  |                                                                 |
|  | Typhlopidae                                                     |
|  |                                                                 |

|  | Xenotyphlopidae |
|  |                 |
|  | Typhlopidae     |
|  |                 |

|  | Gerrhopilidae                                                   |
|  |                                                                 |
|  | \| \| Xenotyphlopidae \| \| \| \| \| \| Typhlopidae \| \| \| \| |
|  |                                                                 |
|  | Xenotyphlopidae                                                 |
|  |                                                                 |
|  | Typhlopidae                                                     |
|  |                                                                 |

|  | Xenotyphlopidae |
|  |                 |
|  | Typhlopidae     |
|  |                 |